# Coaxinquila
Coaxinquila är en ort i Mexiko.   Den ligger i kommunen Tampamolón Corona och delstaten San Luis Potosí, i den centrala delen av landet, 240 km norr om huvudstaden Mexico City. Coaxinquila ligger 103 meter över havet och antalet invånare är 547.
Terrängen runt Coaxinquila är kuperad åt nordväst, men åt sydost är den platt. Runt Coaxinquila är det ganska tätbefolkat, med 124 invånare per kvadratkilometer. Närmaste större samhälle är Tancanhuitz de Santos, 11,8 km väster om Coaxinquila. I omgivningarna runt Coaxinquila växer huvudsakligen savannskog.